# Segarcea-Deal, Teleorman
Segarcea-Deal este un sat în comuna Segarcea-Vale din județul Teleorman, Muntenia, România.